# Конституції Австрійської імперії
Конституції Австрійської імперії та Австро-Угорської монархії

Історія розвитку конституціоналізму в Австрії бере свій початок від середини XIX ст. і була пов'язана з тогочасними революційними подіями в Європі (див. Революції 1848–1849 в Європі). Віденське березневе повстання 1848 та посилення національно-демократичного руху в більшості провінцій Австрійської імперії спричинили падіння режиму канцлера князя К.Меттерніха і змусили австрійського імператора Фердинанда I Габсбурга (1835–48) пообіцяти населенню широкі демократичні перетворення.

## Конституція Піллерсдорфа
25 квітня 1848 було оприлюднено проект австрійської конституції, підготовлений комісією на чолі з міністром внутр. справ Ф.-К.Піллерсдорфом (т. зв. конституція Піллерсдорфа). У ньому Австрійська імперія проголошувалася конституційною монархією. Разом з тим було загалом підтверджено єдність і неподільність імперії, без Угорщини й італійських територій. Мова йшла про створення в країні двопалатного парламенту – рейхсрату, його нижня палата повністю обиралася населенням, а верхня – частково призначалася цісарем (імператором) із принців Габсбурзької династії (див. Габсбурги) і частково обиралася родовитою аристократією. Закони мали набрати сили після затвердження обома палатами та цісарем. Цісар зберігав за собою всю повноту виконавчої влади й командував військом. Кожному народові Австрійської імперії було обіцяно непорушність його народності та мови. Визнавалися свобода віросповідання, совісті й особи, свобода мови і книгодрукування (при виконанні певних цензурних вимог), свобода спілок. Кожний громадянин мав право бути власником землі, займатися будь-яким незабороненим законом видом заробітчанства чи підприємництва і досягати будь-яких чинів та гідностей.
Конституційний проект викликав критику радикально налаштованих кіл, зокрема студентів і національної гвардії, на що влада відповіла наступом реакції. 11 травня 1848 увійшов у дію виборчий закон, який позбавляв виборчих прав робітників і студентів та передбачав двоступеневі вибори у нижню палату. 14 травня було розпущено центральний комітет національної гвардії. Усе це спричинило нове віденське повстання (почалося 15 травня), яке змусило імп. Фердинанда I Габсбурга 16 травня заявити про відмову від конституційного проекту Ф.-К. Піллерсдорфа, а наступного дня виїхати в м. Інсбрук, залишивши столицю під владою революційного Комітету суспільної безпеки.
На початку червня в країні було ухвалено новий виборчий закон, згідно з яким парламент мав бути однопалатним, а виборчі права надавалися більш широким верствам населення, у т. ч. найманим працівникам, хоча й зберігалася двоступеневість виборів.
Скликаний у Відні 22 червня 1848 рейхстаг з функціями загальноавстрійських установчих зборів (невдовзі цісар перевів його до провінційного моравського м. Кремзире; нині м. Кромєржиж, Чехія) проголосив скасування феодальних повинностей селян та низку ін. перетворень у державі. Аби перетворити імперію на союз націй з гарантією їхніх культурних, політичних і економічних прав, депутати висунули проект реституції (від лат. restitutio – відновлення; відновлення в попередньому правовому становищі) етнічної рівноправності. Передбачався поділ країни на 8 регіонів: німецькі землі (Австрія із Судетською областю); чеські землі (Богемія, Моравія, Австрійська Силезія і вперше названа окремо Словаччина); Австрійська Польща (Галичина з Буковиною й "угорськими областями, населеними русинами"); італійські області (Венеція і Ломбардія); Словено-Іллірія; землі півд. слов'ян (Хорватія, Славонія, Далмація і Воєводина); угорські області; румунські області. Німецькі федералісти пропонували перетворити імперію на федерацію 5 національних держав (включно з Чеською та Німецькою). У вересні 1848 був підготовлений проект конституції, схвалений особливою парламентською комісією. Цей проект передбачав децентралізацію владних повноважень, широкі автономні права національних земель держави, перевлаштування верхньої палати парламенту за федеративним зразком, а також рівність і загальне розширення прав та свобод громадян.

## Ольмюцька Конституція
2 грудня 1848 імп. Фердинанд I Габсбург зрікся престолу. Його наступником став племінник Франц-Йосиф I Габсбург. Новий цісар узяв курс на посилення єдності держави. 4 берез. 1849 було оприлюднено "октройовану конституцію" (від франц. octroyer – жалувати, дарувати), т. зв. Ольмюцьку Конституцію, а 7 березня 1849 був розпущений установчий рейхсрат, який так і не завершив розгляду основних законів. Найрадикальніших депутатів було заарештовано. За дарованою згори новою конституцією влада знову зосереджувалася в руках цісаря. Усі нації урівнювалися в заг. підпорядкуванні центр. владі. Створювався двопалатний парламент, в якому нижня палата обиралася нас., а верхня потрапляла під контроль великих землевласників. Передбачалася парламентська відповідальність міністрів. Проголошувалися скасування кріпацтва, свобода віросповідання та деякі ін. громадян. й політ. права. Кожен із 14 коронних країв у складі Австрійс. імперії отримував право на свою конституцію та представницькі установи.
Для Галичини крайову конституцію було надано цісарським патентом 29 верес. 1850 (див. Крайова конституція для Галичини). Ця конституція проголошувала, зокрема, що поляки й руські (тобто українці), а також ін. народності, які проживають у коронному краї, є рівними в управлінні і кожен народ має непорушне право на збереження й розвиток своєї народності та своєї мови.
Проте лише деякі положення імперської і крайових конституцій були впроваджені в життя. Військ. перемоги в Ломбардії в ході австро-італ. війни 1848–49, придушення угор. повстання 1848–49 рос. військами сприяли посиленню центр. влади і призвели до реставрації старого абсолютистського порядку управління, скасування 31 груд. 1851 Конституції 1849 "як такої, що не відповідає умовам австрійської імперії". Водночас були скасовані всі крайові конституції і представницькі установи. Хоча й було заявлено, що рівність громадян перед законом залишається в силі, але реальний обсяг демократ. прав і свобод було помітно звужено. Почалася тривала заг. реакція, уособленням якої став імперський уряд на чолі з О.Бахом.
Чергової кризи австрійс. абсолютизм зазнав після поразки в австро-італо-франц. війні 1859 і втрати Ломбардії на користь Сардинського королівства. Загострення ситуації в імперії змусило уряд О.Баха піти у відставку, міністром внутр. справ було призначено поляка графа А.Голуховського, колиш. намісника Галичини. Саме він став фактичним натхненником ухвалення 20 жовт. 1860 імператорського диплома, яким встановлювався "постійний і незмінний Основний державний закон". Нова Конституція проголосила федералізацію Австрії і передачу управління нац. землями сеймам, які отримували широкі права у внутр. житті. Особливо широкі повноваження, включно з правом законодавчої ініціативи, дістали Угор. нац. збори. Загальнодерж. управління покладалося на цісаря і рейхсрат у складі 100 членів, що призначалися цісарем з 300 кандидатів, обраних сеймами.
Політ. ускладнення змусили Відень посилити центр. владу і доповнити "незмінний диплом" 1860 імператорським патентом від 26 лют. 1861, разом вони склали оновлену Конституцію. Права регіональних сеймів були помітно обмежені, а повноваження імперського рейхсрату істотно розширені. Останній відтепер формувався не за нац.-територіальним, а за становим принципом і складався з палати панів (призначалися імператором) і палати депутатів (обиралися сеймами). "Вузький" рейхсрат скликався без представників Угорщини, а "широкий" – з ними.
За цією конституцією Галичина отримала автономію з власним сеймом (див. Виборча сеймова ординація для Галичини, Крайовий статут для Галичини), а Буковина – статус коронного краю з титулом воєводства і власні органи самоуправління.
Оновлена конституція викликала невдоволення і протест в Угорщині (її представники вимагали повернення до конституції 1849), а згодом – також у чеських і польс. політ. колах. Деякі депутати почали залишати рейхсрат, врешті-решт, це призвело до паралічу його роботи, що сприяло відновленню абсолютизму без "парламентських прикрас". Цісарським патентом від 20 верес. 1865 дія Конституції була призупинена.

## Конституції Австро-Угорщини
Наступний конституційний розвиток був пов'язаний з поразкою Австрії в австро-прусській війні 1866, що змусило владу до компромісу з угорцями. Упродовж берез.–черв. 1867 умови австро-угор. компромісу були погоджені, офіційно схвалені австрійс. рейхсратом та угор. сеймом. Остаточно австро-угор. угода була юридично оформлена 21 груд. 1867 (згодом угода поновлювалася щодесять років). Австрійс. імперія перетворювалася на дуалістичну монархію (наприкінці 1868 Франц-Йосиф I Габсбург повелів назвати д-ву Австро-Угорщиною, а себе – іменувати цісарем Австрії і апостоличним королем Угорщини). Річка Лейта (слов'ян. – Літава; нині р. Лайта, бас. Дунаю) розмежувала дві частини д-ви Габсбургів, що мали окремі уряди й парламенти. Навіть прапор нового держ. утворення складався з двох половин. До Ціслейтанії (офіційно "Королівства і землі, представлені в Імператорській раді") належали Альпійські землі (Нижня і Верхня Австрія, Зальцбург, Тіроль, Форарльберг, Штирія, Каринтія), терени на Адріатиці (Крайна, Істрія, Трієст, Далмація), Землі корони св. Вацлава (Богемія (Чехія), Моравія, Австрійс. Силезія), Королівство Галіції і Лодомерії (з центром у Львові і теренами до Кракова включно), Герцогство Галіція. По той бік Літави розташовувалось Угор. королівство (Землі корони св. Іштвана, куди входили також Закарпатська Україна, Трансильванія, Банат і Воєводина, автономне Триєдине королівство Хорватії та порт Фіуме (слов'ян. Рієка)).
8 черв. 1867 цісар Франц-Йосиф I коронувався в м. Буда (від 1873 – у складі м. Будапешт, нині столиця Угорщини) на короля Угорщини. Держ. апарат був окремий для Ціслейтанії й Угорщини, проте вони мали 3 спільні мін-ва: військове, закордонних справ і фінансів. Для обговорення загальнодерж. справ було створено спец. орган із двох делегацій (60 осіб від австрійс. і 60 від угор. парламенту), засідання яких скликалися щороку цісарем почергово у Відні та Будапешті.
Відтоді в Австрії відновлювалася дія Конституції 1860–61 зі змінами, які були внесені 5-ма новими конституційними законами, ухваленими 21 груд. 1867: про імперське представництво; про заг. права громадян; про урядову і виконавчу владу; про суд. владу; про імператорський сан. Натомість Угорщина жила за власною конституцією 1848.
Нова австрійс. конституція, частиною якої став закон про компроміс, розширила законодавчі та ін. повноваження парламенту, хоча й надала цісарю право видавати надзвичайні укази. Верхня палата (палата панів) австрійс. рейхсрату складалася зі спадкових та дожиттєвих членів, які призначались імператором. До складу нижньої палати (палати депутатів) входили представники земель (що мали власні сейми й ландтаги), які обиралися на основі куріальної системи за високим майновим та віковим цензом.
Боротьба за заг. виборче право увінчалась успіхом лише 1906, коли палата депутатів ухвалила спец. закон, за яким це право надавалося всьому нас. чол. статі, яке досягло 24 років. Конституція запровадила заг. військ. повинність, юридично визнала цивільний шлюб, закріпила низку ін. демократ. перетворень.
Деякі положення нової конституції мали важливе значення для укр. населення Австрії. Так, ст. 19 Конституційного закону про заг. права громадян королівств і областей, які представлені в рейхсраті, від 21 груд. 1867 встановлювала, що: 1) усі народи д-ви, які належать до різних рас, рівні в правах; 2) кожна раса має невід'ємне право підтримувати і культивувати свою національність і свою мову; 3) д-ва визнає за всіма мовами, вживаними в областях монархії, рівне право на використання у школах і при здійсненні функцій та різноманітних актів держ. життя; 4) в областях, нас. яких належить до різних рас, установи нар. освіти повинні бути організовані таким чином, щоб кожна раса, не маючи потреби вивчати ін. мову, мала можливість отримувати власною мовою необхідні елементи своєї освіти. Ст. 2 цього акта проголошувала рівність усіх громадян перед законом, а ст. 3 – однакову доступність держ. посад для всіх осіб, які мають права австрійс. громадянства.
У такому вигляді конституція проіснувала до розпаду Австро-Угорщини 1918. А конституційний закон про заг. права громадян королівств і областей, що представлені в рейхсраті, від 21 груд. 1867 згодом став частиною конституційного законодавства сучасної Австрійс. Республіки.